# Casanova (The Divine Comedy)
Casanova è il quarto album in studio del gruppo musicale nordirlandese The Divine Comedy, pubblicato nel 1996.

## Tracce
1. Something for the Weekend – 4:19
2. Becoming More Like Alfie – 2:59
3. Middle-Class Heroes – 5:26
4. In & Out of Paris & London – 3:27
5. Charge – 5:27
6. Songs of Love – 3:26
7. The Frog Princess – 5:13
8. A Woman of the World – 4:12
9. Through a Long & Sleepless Night – 6:12
10. Theme from Casanova – 5:51
11. The Dogs & the Horses – 5:14